# Lago Gusinoe
Il lago Gusinoe (in russo озеро Гусиное?; in buriato: Галуута нуур, Galuuta nuur; in italiano letteralmente: "lago dell'oca") è un lago d'acqua dolce della Russia. Si trova nel Selenginskij rajon della Buriazia.
Si trova al centro della depressione Gusinoozërskaja (Гусиноозёрская котлови́на) a un'altitudine di 551 m sul livello del mare, tra i monti Chamar-Daban a nord-ovest e i Monostoj a sud-est. Sul lato nord-est del lago si trova la cittadina di Gusinoozërsk. 
Il lago Gusinoe misura 24,5 km di lunghezza per una larghezza che va dai 5 agli 8,5 km. La sua superficie è di 163 km²; la profondità massima è 28 m. Il suo maggior affluente è il Cagan-Gol, un braccio che si stacca dal corso principale del fiume Temnik. Emissario è il Bajan-Gol, affluente della Selenga.
Il lago gela da fine ottobre - novembre, sino a fine aprile - metà maggio.